# Distrikt Pedro Gálvez
Der Distrikt Pedro Gálvez liegt in der Provinz San Marcos in der Region Cajamarca in Nordwest-Peru. Der Distrikt wurde am 11. Dezember 1982 gegründet. Benannt wurde der Distrikt nach Pedro Gálvez Egúsquiza (1822–1872), einem peruanischen Politiker des 19. Jahrhunderts, der 1868/1869 peruanischer Ministerpräsident war.
Der Distrikt hat eine Fläche von 243 km². Beim Zensus 2017 wurden 21.015 Einwohner gezählt. Im Jahr 1993 lag die Einwohnerzahl bei 16.350, im Jahr 2007 bei 19.118. Sitz der Distriktverwaltung ist die auf einer Höhe von 2251 m gelegene Provinzhauptstadt San Marcos mit 9182 Einwohnern (Stand 2017).

## Geographische Lage
Der Distrikt Pedro Gálvez liegt im Osten der peruanischen Westkordillere und dort im zentralen Westen der Provinz San Marcos. Die Längsausdehnung in WSW-ONO-Richtung beträgt 30 km. Der Río Cajamarca durchquert den westlichen Teil des Distrikts und entwässert dabei das gesamte Areal.
Der Distrikt Pedro Gálvez grenzt im Süden an die Distrikte Ichocán, Chancay und Eduardo Villanueva, im Südwesten an den Distrikt Cachachi (Provinz Cajabamba), im Westen an die Distrikte Jesús und Matara (beide in der Provinz Cajamarca), im Norden an den Distrikt Gregorio Pita, im Nordosten an den Distrikt José Sabogal sowie im Südosten an den Distrikt José Manuel Quiroz.